# Krzysztof Zygmunt Pac

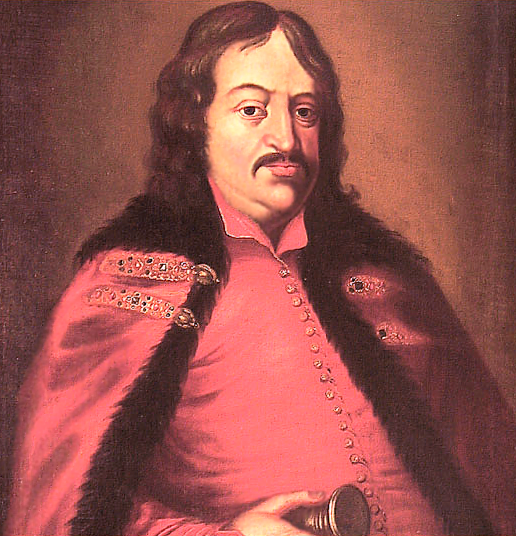
Krzysztof Zygmunt Pac

Krzysztof Zygmunt Pac (lit. Kristupas Zigmantas Pacas; * 1621; † 1684) war Kanzler des Großfürstentums Litauen. Er stammt aus dem Geschlecht der Pac (litauisch Pacai), einer der wichtigsten litauischen Adelsfamilien der Republik der polnischen Krone und des Großfürstentums Litauen. Sein Vater war Stefan Pac, Vizekanzler des Großfürstentums Litauen.

## Karriere
Pac wurde in jungen Jahren zum Studium ins Ausland geschickt. Er studierte in Krakau, Padua und in Perugia. In dieser Zeit bestanden enge Beziehungen zu Italien und eine Nähe zur italienischen Kultur. Zurück in Litauen machte er eine Karriere in der königlichen Verwaltung. Nachdem er 1653 den Sejm von Brest geleitet hatte, wurde er 1655 zum Vizekanzler des Großfürstentums Litauen ernannt. 1658 erfolgte seine Ernennung zum Kanzler des Großfürstentums Litauen. Er war damit für die Außenpolitik Polen-Litauens zuständig, in den Zeiten der Kriege mit Schweden und Russland. 1673 konnte er erreichen, dass jeder dritte Sejm im litauischen Großfürstentum stattfinden sollte.

## Kloster Pažaislis
Krzysztof Zygmunt Pac' einziger Sohn aus seiner Ehe mit Claire Isabelle de Mailly-Lascari verstarb bereits nach 8 Tagen. Ihm zum Angedenken, aber tatsächlich vor allem um sich selbst ein Andenken zu setzen, ließ er dem von ihm nach Litauen geholten Kamaldulenserorden eine prächtige barocke Klosterkirche in Pažaislis errichten. Die Entstehung der Kirche steht in direktem Zusammenhang mit dem Bau der barocken St.-Peter-und-Paul-Kirche, die sein Vetter Michał Kazimierz Pac in Vilnius erbauen ließ. Beide Vettern ließen sich in der von ihnen gestifteten Kirche beerdigen.